# Klaus Ostwald
Klaus Ostwald, vzhodnonemški smučarski skakalec, * 26. avgust 1958, Bad Elster, Nemška demokratična republika, sedaj Nemčija.  
Na tekmah najvišjega nivoja je nastopal od leta 1979 do 1986.
Leta 1983 je v Harrachovu postal svetovni prvak v  poletih, s skokom dolgim 183 metrov. 
Ostwald je na svetovnih prvenstvih osvojil srebrno (Engelberg 1984) in bronasto medaljo (Seefeld 1985), obe na ekipnih tekmah na veliki skakalnici. Najbojša posamična uvrstitev je 4. mesto iz leta 1982 na prvenstvu v Oslu. 
Na olimpijskih igrah v Sarajevu leta 1984 je osvojil 13. mesto. 

## Dosežki

### Zmage
Klaus Ostwald ima 2 zmagi za svetovni pokal:
| Sezona  | Država/Prizorišče |
| ------- | ----------------- |
| 1981/82 | Engelberg         |
| 1983/84 | Oberstdorf        |